# Усково (Новокузнецький район)
У́сково (рос. Усково) — селище у складі Новокузнецького району Кемеровської області, Росія. Входить до складу Красулинського сільського поселення.
Стара назва — Ускова.

## Населення
Населення — 30 осіб (2010; 48 у 2002).
Національний склад (станом на 2002 рік):
- росіяни — 94 %